# Darnóc
Darnóc (horvátul: Slatinski Drenovac) falu Horvátországban Verőce-Drávamente megyében. Közigazgatásilag Csacsincéhez tartozik.

## Fekvése
Verőcétől légvonalban 40, közúton 60 km-re délkeletre, községközpontjától légvonalban 13, közúton 15 km-re délnyugatra Szlavónia középső részén, a Papuk-hegység északi részén, a Sumečica és Grabovac-patakok összefolyásánál fekszik.

## Története
Darnóc a megyei egyik legősibb települése, melyet 1292-ben említenek először. Szűz Máriának szentelt plébániáját már 1334-ben „Item ecclesia beate virginis de Dornouch” alakban említik a pápai tizedjegyzékben. Darnóc vára, mely a településtől délre emelkedő hegy csúcsán állt valószínűleg a 13. században épült a tatárjárást követő nagy várépítkezések keretében IV. Béla király rendelkezése szerint. Engel Pál szerint 1298 és 1313 között a Monoszló nembeli Egyedé volt , majd 1403-ig az Aba nembeli Atyinai családé. 1418-tól a Garaiaké, 1484től 1517-ig pedig rokonaiké a Kishorváti-Hlapsicsoké volt. A vár alatti Darnóc mezővárosa 1421 és 1476 között többször is szerepel a korabeli forrásokban, egy ideig a vingárti Geréb család birtoka volt. János nevű plébánosát és Benedek nevű prebendáriusát 1501-ben említik „Johannes plebanus de Darnowcz. Benedictus prebendarius pauper de eadem Darnowcz” alakban. Plébániáját 1507 és 1517 között említik. A vaskai esperességhez tartozott. A várat és a települést 1542-ben foglalta el a török. A török uralom idején a Pozsegai szandzsákhoz tartozott. Az elmenekült lakosság helyére a 16.-17. században Boszniából érkezett pravoszláv vlachokat telepítettek be, akik a környező földeket művelték meg.
A térség többi településével együtt 1684-ben szabadult fel a török uralom alól. 1698-ban négy pravoszláv család (Srđa Vukičević, Đuro Marinković, Radosav Prodanović és Krstivoj Bošnjak családja) élt a településen. Lakói a török határnál láttak el határőrző szolgálatot. A falu felszabadítás után előbb kamarai birtok volt, majd 1722-ben III. Károly király a környező falvakkal együtt gróf Cordua d' Alagon Gáspár császári tábornoknak adományozta. 1730-ban Pejácsevich Antal, Miklós és Márk vásárolták meg tőle, majd 1742-ben a raholcai uradalommal együtt a Mihalovics családnak adták el. Ezután a 19. század végéig a Mihalovicsoké volt. 1719-ben raholcai pravoszláv szerzetesek érkeztek a településre, ahol a régi templom romjain felépítették saját templomukat és kolostorukat. A 18. század közepén már 25 szerb porta állt a településen. A kolostor 1775-ben bécsi rendeletre megszűnt és parókiává alakították át. Az első katonai felmérés térképén „Dorf Drenovacz” néven találjuk. Lipszky János 1808-ban Budán kiadott repertóriumában „Drenovacz” néven szerepel. Nagy Lajos 1829-ben kiadott művében „Drenovacz” néven 69 házzal, 52 katolikus és 328 ortodox vallású lakossal találjuk.
1857-ben 549, 1910-ben 608 lakosa volt. 1910-ben a népszámlálás adatai szerint lakosságának 76%-a szerb, 10%-a horvát, 9%-a magyar, 4%-a német anyanyelvű volt. Verőce vármegye Nekcsei járásának része volt. Az első világháború után 1918-ban az új szerb-horvát-szlovén állam, majd később (1929-ben) Jugoszlávia része lett. 1991-ben lakosságának 84%-a szerb, 8%-a horvát nemzetiségű volt. 2011-ben 50 lakosa volt.

## Lakossága
| Lakosság változása | Lakosság változása | Lakosság változása | Lakosság változása | Lakosság változása | Lakosság változása | Lakosság változása | Lakosság változása | Lakosság változása | Lakosság változása | Lakosság változása | Lakosság változása | Lakosság változása | Lakosság változása | Lakosság változása | Lakosság változása |
| ------------------ | ------------------ | ------------------ | ------------------ | ------------------ | ------------------ | ------------------ | ------------------ | ------------------ | ------------------ | ------------------ | ------------------ | ------------------ | ------------------ | ------------------ | ------------------ |
| 1857               | 1869               | 1880               | 1890               | 1900               | 1910               | 1921               | 1931               | 1948               | 1953               | 1961               | 1971               | 1981               | 1991               | 2001               | 2011               |
| 549                | 519                | 453                | 575                | 534                | 608                | 887                | 771                | 405                | 566                | 506                | 425                | 362                | 307                | 72                 | 50                 |

## Nevezetességei
- Darnóc várának maradványai a falutól délre, egy nehezen megközelíthető hegy csúcsán levő szűk platón találhatók. A plató csak a déli oldalról volt megközelíthető, ahol egy erős védőfal őrizte. A platón egymás után három kerek torony állt, melyeket fal kötött össze. A három torony közül a legkisebb maradt meg a legjobb állapotban, míg a másik kettőnek csak csekély nyomai láthatók. A felvezető régi út nyomai, a vár nyugati oldala alatt és a szomszédos hegyoldalakban még jól kivehetők. A vár bejárata feltehetően délkeleten nyílhatott. A régebbi feljegyzések szerint építőanyaga nagyrészt tégla volt, melyek formája a római téglákra emlékeztetett. Az újabb kori terepbejárások építőanyagként jobbára köveket találtak.
- Szent György tiszteletére szentelt pravoszláv temploma[9] 1719-ben épült a középkori templom helyén. A középkori templom egyhajós épület volt félköríves apszissal, 1334-ben már bizonyosan állt. A mai templom anyaga tégla és kő. Falait félköríves ablaknyílások tagolják, melyek közül néhányat később elfalaztak. A főhomlokzat aljában három félköríves bejárat nyílt, melyek közül a két oldalsót szint én elfalazták. Felette magasodik a piramis alakú toronysisakkal fedett harangtorony négyszögletes ablaknyílásokkal. Ikonosztázát 1758-ban az akkori Szlavónia egyik legjobb ikonfestője Vasilije Romanovič készítte. 1942-ben, amikor az usztasák felgyújtották a templomot az ikonosztáz is megsemmisült. 1991-ben a délszláv háború kezdetekor újabb sérülések érték az épületet. Felújítása 2000-ben kezdődött meg. A templom mögött katakomba található, ahova egykor a pravoszláv szerzetesek temetkeztek. 1998-ban a katakombában a második világháború alatt itt meggyilkolt 464 horvát katona és polgári személy maradványait tárták fel.[10]
- A Papuk-hegység kedvelt hegymászó és kirándulóhelye Jankovac kultúrtörténeti tája, amelyet minden oldalról erdős lejtők vesznek körül, aljukban két mesterséges tóval. Romantikus megjelenését gróf Jankovich Józsefnek köszönheti, akinek sírját egy sziklába vájták, és fából készült lépcső vezet hozzá. Egy másik történelmi nevezetesség a 19. századi üvegtemető, ahol azokat az osztrák üveggyártókat temették el, akik 1800 körül kiépítették a Skakavaci üveggyárként ismert üvegművet. A temetőből több kőből készített sír maradt fenn. Az üveggyár leállítása után itt egy hegyi tisztás maradt, ahol Jankovich gróf három mesterséges tavat ásatott, a tó és a vízesés körül pedig sétányt létesített.[11]